# Contestador automàtic

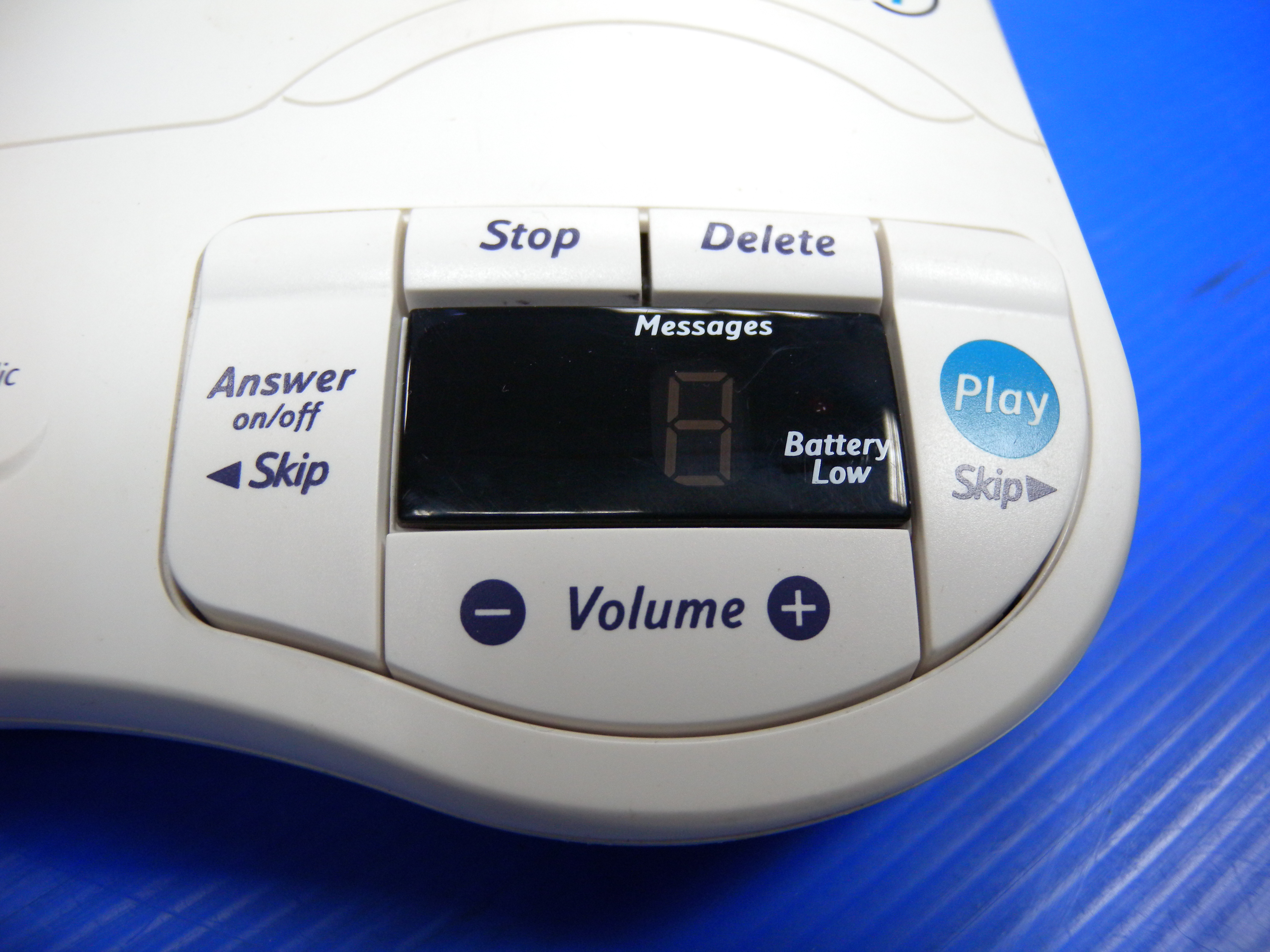
Contestador automàtic modern.

Un  contestador automàtic  o millor  responedor automàtic  és un dispositiu que respon automàticament les trucades telefòniques i enregistra els missatges deixats per persones que han trucat a un determinat telèfon, quan la persona destinatària de la trucada no pot (o no vol) contestar al telèfon.
A diferència de la bústia de veu, que és un sistema centralitzat o intercomunicat que realitza una funció similar, un contestador automàtic pot estar instal·lat a casa del client, al costat o bé incorporat al seu telèfon. Mentre els primers contestadors usaven una tecnologia de cinta magnètica, els aparells més moderns fan servir memòries  solid state . Les cintes magnètiques són encara utilitzades en molts dispositius de baix cost encara que ja costa trobar-les a les botigues especialitzades.

## Característiques
La majoria dels contestadors moderns tenen un sistema per salutació. El propietari pot gravar el seu propi missatge que serà reproduït a qui truqui, o utilitzar el missatge predeterminat que ve instal·lat de fàbrica. En general, els contestadors poden ser programats per atendre una trucada després que soni un nombre determinat de vegades. Això és útil si (disposant d'identificació de trucada) el propietari està esperant una trucada en particular i no vol contestar a tots els que truquen.

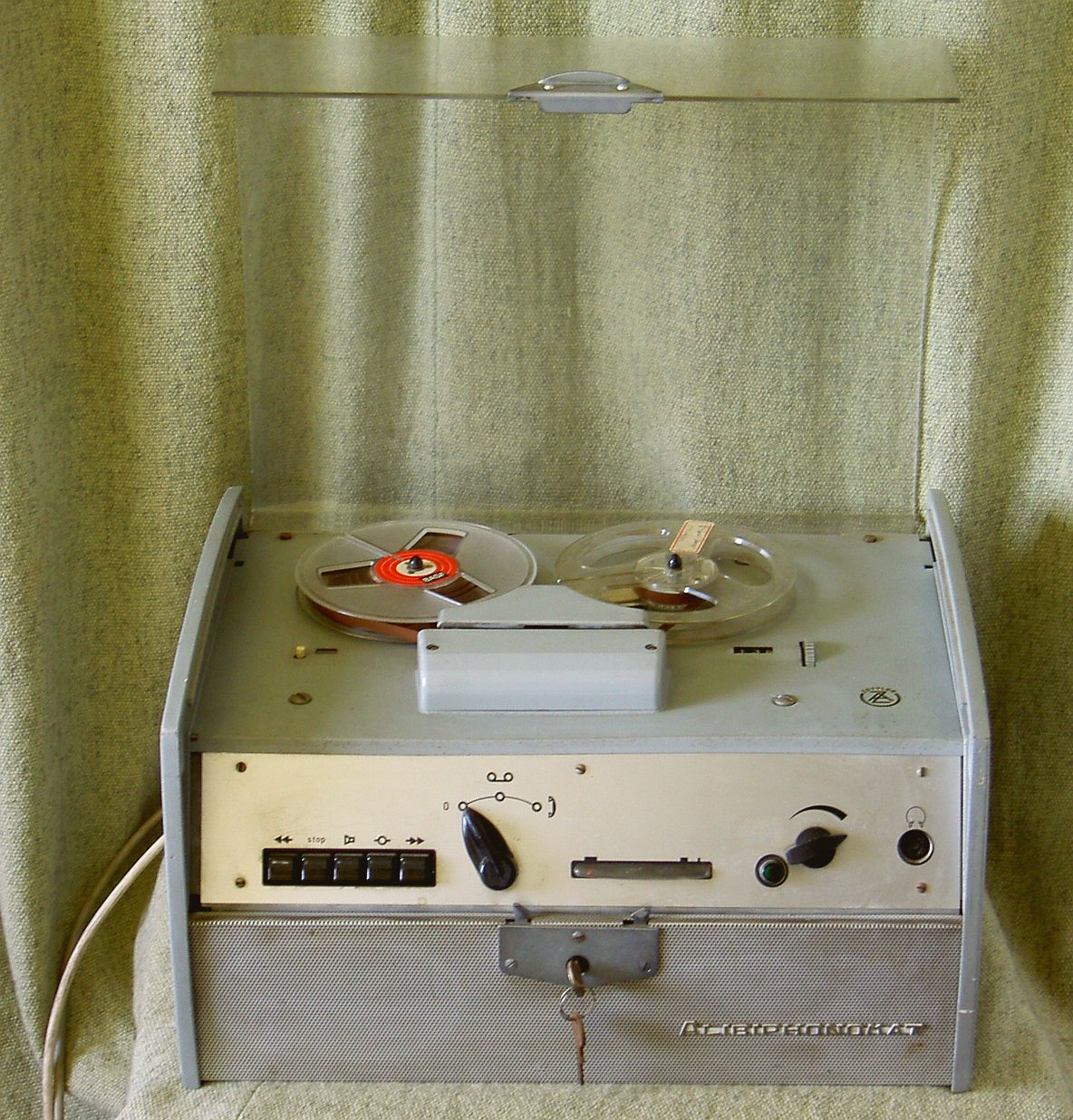
L'Alibiphonomat de 1957, precursor alemany dels contestadors automàtics

## Història
- el 1935, l'alemany Willy Müller va patentar un gravador de converses telefòniques que es pot considerar el precursor dels contestadors automàtics. Curiosament, l'aparell tenia com a objectiu el mercat dels jueus ortodoxos que, per les restriccions religioses, no podien atendre el telèfon el Shabbath.
- el 1958, el Dr Kazuo Hashimoto, un prolífic inventor japonès, va desenvolupar el seu primer model de resposta automàtica. Les seves invencions, posteriorment patentades als Estats Units, són la base dels aparells utilitzats en l'actualitat.